# Collatina
Pour la voie romaine, voir Via Collatina.
Collatina serait une déesse mineure romaine gouvernant les collines, citée par Augustin d'Hippone dans une liste de divinités destinée tourner en dérision la religion traditionnelle romaine.
Elle est par ailleurs inconnue des auteurs classiques.
À ne pas confondre avec la Via Collatina qui était une route de 17 km qui partait de Rome (près de la Porta Tiburtina au nord du mur d'Aurélien jusqu'à la ville de Collatie.